# Hold Your Fire (Rush)
Pour les articles homonymes, voir Hold Your Fire.
Albums de Rush
Power Windows
(1985) A Show of Hands
(1989)
Singles
1. Time Stand Still
Sortie : 19 octobre 1987
2. Prime Mover
Sortie : 11 avril 1988

Hold Your Fire est le douzième album studio du groupe rock canadien Rush, sorti le 8 septembre 1987. Il est enregistré au Manor Studio dans l'Oxfordshire, au Ridge Farm Studio dans le Surrey, au Air Studio à Montserrat et au McClear Place à Toronto. Hold Your Fire est le dernier album studio de Rush sorti en dehors du Canada par PolyGram/Mercury. La bassiste et chanteuse de 'Til Tuesday, Aimee Mann, contribue au chant sur Time Stand Still etapparait dans le vidéo clip réalisé par Zbigniew Rybczyński.
L'album ne connaît pas le même succès commercial que la plupart des albums du groupe dans les années 1980, se classant à la 13e place du Billboard 200, le plus bas niveau pour un album de Rush depuis Hemispheres en 1978, même s'il est certifié disque d'or par la RIAA.

## Écriture
Après la fin de la tournée Power Windows de Rush en 1986, les membres du groupe prennent une pause pendant l'été pour passer plus de temps avec leurs familles. Quelques mois plus tard, le groupe décide de se remettre à l'écriture. Neil Peart commence à écrire des paroles dans un chalet au début du mois de septembre. Pendant ce temps, Geddy Lee commence à composer sur son clavier contrôlé par un ordinateur Macintosh en utilisant un logiciel appelé Digital Performer,, qui sera utile pour les étapes d'écriture et de production, et Alex Lifeson fait des bandes expérimentales à son domicile. Neil Peart utilise également le Mac pour écrire quelques paroles pour l'album. Neil Peart souhaite faire quelque chose dans la même veine que Power Windows, cette fois-ci en travaillant sur le thème du temps. Cependant, après avoir écrit les paroles de la première chanson, Time Stand Still, il commence à écrire d'autres textes qui transformeront le thème en Instinct, raison pour laquelle l'album s'intitule Hold Your Fire. Au cours d'un après-midi plus tard dans le mois, Peart et Lee montrent ensemble ce sur quoi ils ont travaillé et discutent également de quelques idées de paroles qu'ils n'ont pas posé sur papier et qui seront incluses dans Mission, Open Secrets et Turn the Page.
Le groupe commence les sessions d'écriture au Elora Sound Studio, en Ontario, le 27 septembre 1986. Alex Lifeson montre ses bandes expérimentales, tandis que Geddy Lee apporte les soundcheck jams qu'il a fait cette année-là. Selon Neil Peart, les cassettes de Lifeson « produisaient de bonnes parties pour plusieurs chansons » et les jams de Lee étaient « triés et étiquetés comme des couplets, des ponts, des refrains ou des morceaux instrumentaux potentiels, et servaient ainsi de bibliothèque de référence d'idées spontanées dans lesquelles on pouvait puiser à volonté ». Alex Lifeson utilise une boîte à rythmes pour écrire les parties de batterie, que Lee enregistre sur un enregistreur Lerxst Sound. Début novembre, huit chansons sont écrites, ce qui, selon le groupe, n'est pas suffisant pour que l'album présente une bonne variété musicale. Neil Peart déclare : « Nous avons décidé d'aller un peu plus loin cette fois-ci. Nous étions conscients du fait que seul un petit pourcentage de personnes achète encore des disques, la grande majorité choisissant des cassettes ou des CD. Nous nous sommes donc demandé pourquoi nous devrions nous préoccuper des limites temporelles du vieux disque vinyle. Nous nous sommes dit que nous aimerions avoir 10 chansons et faire 50 minutes de musique environ. C'est ce que nous avons fait ».
Le producteur Peter Collins se rend au Elora Sound au début du mois de décembre pour faire des suggestions au groupe afin d'améliorer les chansons. Parmi les nombreux petits changements, deux suggestions majeures sont de nouveaux couplets pour Mission et des révisions du refrain pour Open Secrets. Le producteur suggère également au groupe de rajouter une dixième chanson à l'album, et le titre Force Ten est écrite le dernier jour de la pré-production, le 14 décembre.

## Production
L'enregistrement de Hold Your Fire débute le 5 janvier 1987 au Manor Studio en Angleterre. C'est là que la batterie, la basse, les claviers de base, les guitares et les voix sont enregistrés. Les claviers, les guitares et le chant sont enregistrés numériquement, tandis que la batterie et la basse, comme Neil Peart le souhaite, sont enregistrées à l'aide d'un magnétophone analogique, converti ensuite en bande numérique. Le 7 février, le groupe se rend au Ridge Farm Studio pour qu'Andy Richards exécute des claviers dynamiques supplémentaires et des « effets » excitants, ainsi que pour mettre toutes les pistes d'instruments enregistrées dans une machine numérique,. Alex Lifeson peut également écrire des overdubs de guitare lors de l'enregistrement à Ridge Farm.
Le groupe rejoint AIR Montserrat le 1er mars pour commencer à produire des overdubs de guitare,, puis les studios McClear Place à Toronto trois semaines plus tard pour terminer les overdubs, enregistrer les arrangements orchestraux de Steve Margoshes pour High Water, Mission et Second Nature, et enregistrer des parties vocales supplémentaires, telles que les voix d'Aimee Mann pour Time Stand Stillet Prime Mover, ainsi qu'une chorale gospel,. L'enregistrement se termine le 24 avril, et le mixage a lieu à partir du 7 mai au studio Guillaume Tell à Paris. Geddy Lee masterise l'album avec Bob Ludwig chez Masterdisk à New York à la mi-juillet.

## Réception
L'accueil réservé à Hold Your Fire est plutôt mitigé, parfois positif. Bien que l'album soit critiqué pour ses sonorités pop des années 1980 et ses synthés surutilisés, certains, y compris les membres du groupe, estiment qu'il est meilleur que leurs précédents projets en studio et font l'éloge de la production, de la composition et des paroles de l'album.
Hold Your Fire est initialement considéré comme une déception commerciale par rapport aux autres albums de Rush. Il se contente de la 13e place au Billboard 200, la première fois qu'un album studio de Rush ne parvient pas à atteindre le Top 10 depuis Hemispheres en 1978. Bien que Hold Your Fire soit certifié Or aux États-Unis peu après sa sortie, il ne parvient pas à atteindre le statut de disque de platine selon la RIAA, devenant ainsi le premier album studio de Rush à ne pas y parvenir depuis Caress of Steel en 1975.
En dépit de sa faible performance commerciale, l'album conserve un culte. Luke Henson de The PROG Mind vante sa « production luxuriante et chaleureuse », ses « paroles profondes traitant de l'âge, du monde naturel, de l'optimisme, du cynisme et de la joie de vivre », et son « fabuleux travail de basse ». Rob Pociluk de Progressive Music Planet déclare que « sur le plan des paroles, je pense que cet album fait partie du meilleur travail de Neil ». Les deux critiques le classent parmi leurs albums préférés de Rush,.

## Liste des titres
Toutes les paroles sont écrites par Neil Peart excepté Force Ten par Peart and Pye Dubois, toute la musique est composée par Geddy Lee et Alex Lifeson.
| 1. | Force Ten        | 4:31 |
| 2. | Time Stand Still | 5:09 |
| 3. | Open Secrets     | 5:38 |
| 4. | Second Nature    | 4:36 |
| 5. | Prime Mover      | 5:19 |

| 1. | Lock and Key  | 5:09 |
| 2. | Mission       | 5:16 |
| 3. | Turn the Page | 4:55 |
| 4. | Tai Shan      | 4:17 |
| 5. | High Water    | 5:33 |

## Personnel
Crédits, :
- Geddy Lee : Basse, Moog Taurus, chant
- Alex Lifeson : Guitares acoustiques et électriques, Moog Taurus
- Neil Peart : Batterie, percussions électroniques

### Personnel additionnel
- Aimee Mann : chant sur Time Stand Still, chœurs sur Tai Shan, Open Secrets et Prime Mover
- Andy Richards : Claviers additionnels, programmation des synthétiseurs
- Steven Margoshes : Arrangements des cordes, direction de l'orchestre
- The William Faery Engineering Brass Band : Arrangé et dirigé par Andrew Pryce Jackman

## Classements

### Classements hebdomadaires
| Classement (1987)                  | Meilleure position |
| ---------------------------------- | ------------------ |
| Canada (RPM100)                    | 9                  |
| Pays-Bas (Mega Album Top 100)      | 40                 |
| Finlande (Suomen virallinen lista) | 9                  |
| Allemagne (Media Control AG)       | 34                 |
| Suède (Sverigetopplistan)          | 21                 |
| Japon (Oricon)                     | 67                 |
| Royaume-Uni (UK Albums Chart)      | 10                 |
| États-Unis (Billboard 200)         | 13                 |

### Classements annuels
| Classement (1987)        | Position |
| ------------------------ | -------- |
| Canada (Canadian Albums) | 56       |

## Certifications
| Région                                                                  | Certification | Ventes/Streams |
| ----------------------------------------------------------------------- | ------------- | -------------- |
| Canada (Music Canada)                                                   | Platine       | 100 000^       |
| Royaume-Uni (BPI)                                                       | Argent        | 60 000^        |
| États-Unis (RIAA)                                                       | Or            | 500 000^       |
| ^Mise en rayon selon la certification xNon précisé par la certification |               |                |